# Devínska Kobyla
Devínska Kobyla (niem. Thebener Kogel) – szczyt (514 m n.p.m.) w Małych Karpatach, najwyższy w paśmie Devínske Karpaty. Położony jest między bratysławskimi dzielnicami Devín, Devínska Nová Ves i Dúbravka, stanowi najwyżej położony punkt w Bratysławie. Roztacza się z niego widok na Austrię, Bratysławę i przygraniczne tereny Węgier.
Devínska Kobyla jest od 1965 r. objęta narodowym rezerwatem przyrody. Na szczycie znajdują się zabudowania dawnych koszar wojskowych, w których do 1996 r. mieścił się punkt obrony przeciwlotniczej Słowacji.